# Kaisersbach
Kaisersbach – miejscowość i gmina w Niemczech, w kraju związkowym Badenia-Wirtembergia, w rejencji Stuttgart, w regionie Stuttgart, w powiecie Rems-Murr, wchodzi w skład wspólnoty administracyjnej Welzheim. Leży ok. 27 km na północny wschód od Waiblingen, w Lesie Szwabsko-Frankońskim.